# Gerda de Vries
Gerda de Vries () é uma matemática canadense, cujos interesses de pesquisa incluem sistemas dinâmicos e fisiologia matemática. É professora de ciências matemáticas e estatísticas na Universidade de Alberta, e ex-presidente da Society for Mathematical Biology.

## Formação e carreira
De Vries se formou na Universidade de Waterloo em 1989 e completou um doutorado em 1995 na Universidade da Colúmbia Britânica. Sua tese, Analysis of Models of Bursting Electrical Activity in Pancreatic Beta Cells, foi orientada por Robert Miura.
Após pesquisa de pós-doutorado com Arthur Sherman no Institutos Nacionais da Saúde, juntou-se ao corpo docente da Universidade de Alberta em 1998. Foi promovida a professora titular em 2008.

## Publicações
De Vries publicou pesquisas altamente citadas sobre células beta e beta-actina. Com Thomas Hillen, Mark Alun Lewis, Johannes Müller e Birgitt Schönfisch, também é autora de um livro de 2006, A Course in Mathematical Biology: Quantitative Modeling with Mathematical and Computational Methods.

## Reconhecimentos e serviços
De Vries atuou como presidente da Society for Mathematical Biology de 2011 a 2013 e tornou-se membro da sociedade em 2017. Em 2014, a Sociedade Matemática do Canadá concedeu-lhe seu prêmio de excelência no ensino. A sociedade listou de Vries em sua classe inaugural de fellows em 2018.